# 萊沃恰、斯皮什城堡及相關文化古蹟群

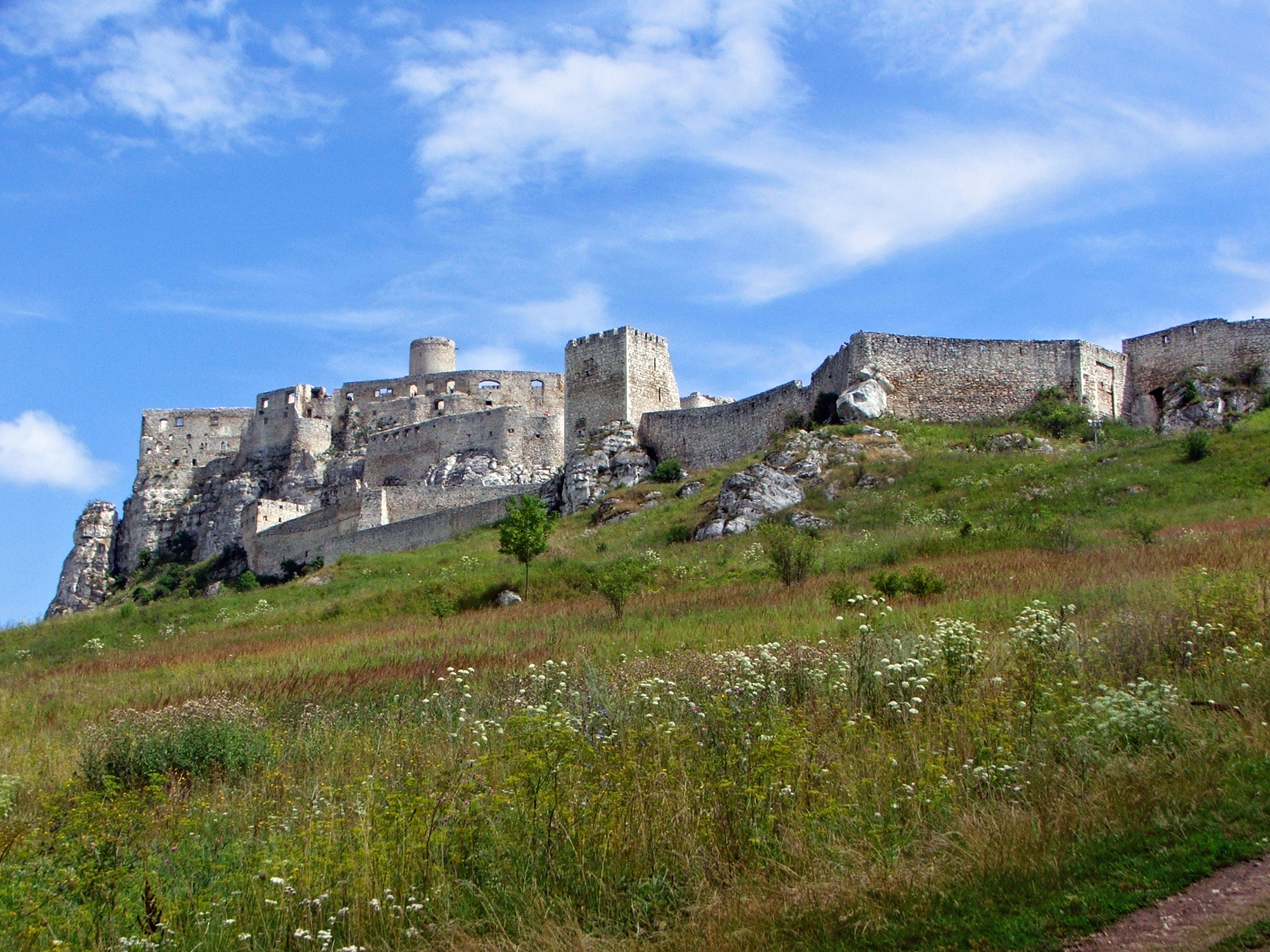
斯皮什城堡

莱沃恰、斯皮什城堡及相關文化古蹟群由位於斯皮什斯凱波德赫拉傑和哲拉，中歐最大的城堡遺址之一的斯皮什城堡與相鄰的教會城鎮斯皮什卡卡皮圖拉所構成。2009年，該世界遺產擴展至保羅大師晚期哥德式教堂：萊沃恰聖雅各大教堂和擁有許多保存完好之文藝復興時期建築的萊沃恰歷史鎮區。

## 斯皮什城堡
建於12世紀，為塞佩斯縣的政治、行政、經濟和文化中心。在1464年之前原為匈牙利國王所有，之後相繼為扎波堯伊·亞諾什家族（1464年－1528年）、圖盧佐家族（1531年－1635年）、洽基家族（1638年－1945年）所有，並於1945年成為斯洛伐克的國有資產。
13世紀下半葉，該地區最初僅由一座帶有防禦工事的羅馬式石頭城堡、一座兩層樓的羅馬式宮殿和一座三中殿的罗曼-歌德式大教堂所組成。14世紀第二城外定居點落成，使城堡面積增加了一倍。15世紀該座城堡完成重建，其中進行了城牆加高及第三城外定居點的建造。1470年左右增加了一座晚期哥特式小教堂。亞諾什家族以晚期哥特式風格對城堡進行了改造，使上層城堡成為一個舒適的家庭住宅，為16世紀和17世紀文藝復興晚期住宅的典型代表。1780年，城堡被燒毀，此後一直處於廢墟之中。這座城堡在20世紀下半葉進行了部分重建。

## 萊沃恰
古老的中世紀小鎮萊沃恰（匈牙利語：Lőcse，德語：Leutschau）仍然保留其2.5公里長的城牆，而老城區的主要入口為巨大的科希策門，和另外兩個保存完好的哈德門和波蘭門。該鎮的城鎮廣場擁有三大古蹟：
- 舊市政廳（15-17 世紀）
- 路德教會 (1837)
- 聖雅各大教堂（英语：Basilica of St. James, Levoča）

萊沃恰廣場擁有許多保存完好的中世紀晚期當地貴族聯排別墅，並在廣場上存有由鍛鐵製造的“恥辱之籠”，其歷史可以追溯到17世紀，用於公開懲罰不法之徒。其中一座房屋上的牌匾保存了約翰·阿摩司·康米紐斯由鎮印刷和出版的著名作品《世界圖繪》。建於14世紀之萊沃恰聖雅各大教堂為斯洛伐克第二大的教堂，裡面有一座高達18.62公尺宏偉的晚期哥特式木製雕刻祭壇，為世界上最高的哥德式木製祭壇，由保羅大師於1506年－1517年左右所建。

## 斯皮什卡卡皮圖拉
為一座保存完好的教會小鎮，俯瞰著斯皮什城堡。該鎮由聖馬丁大教堂、一座前修道院、一所神學院和一條擁有約30座房屋的街道組成，所有房屋均為中世紀建築，並有一堵建於1662年至1665年的城牆包圍，帶有上城門和下城門。聖馬丁大教堂建於1245年至1273年間，原採用羅馬式風格，後以哥德式進行了擴建，為斯洛伐克最大的羅馬式古蹟之一，其中包含許多中世紀時期雕刻的祭壇，並做為許多斯皮什城堡領主的安息之地。其1317年的壁畫描繪了匈牙利王國安茹-西西里王朝查理一世的加冕典禮。

## 哲拉教堂的壁畫
哲拉的聖靈教堂建於1274年，包含13和14世紀的壁畫。

## 斯皮什斯凱波德赫拉傑
該鎮位於斯皮什城堡山腳下，有許多文藝復興時期的商人住宅。它還擁有該地區為數不多的猶太教堂建築，雖然該建築現已廢棄。

## 圖庫

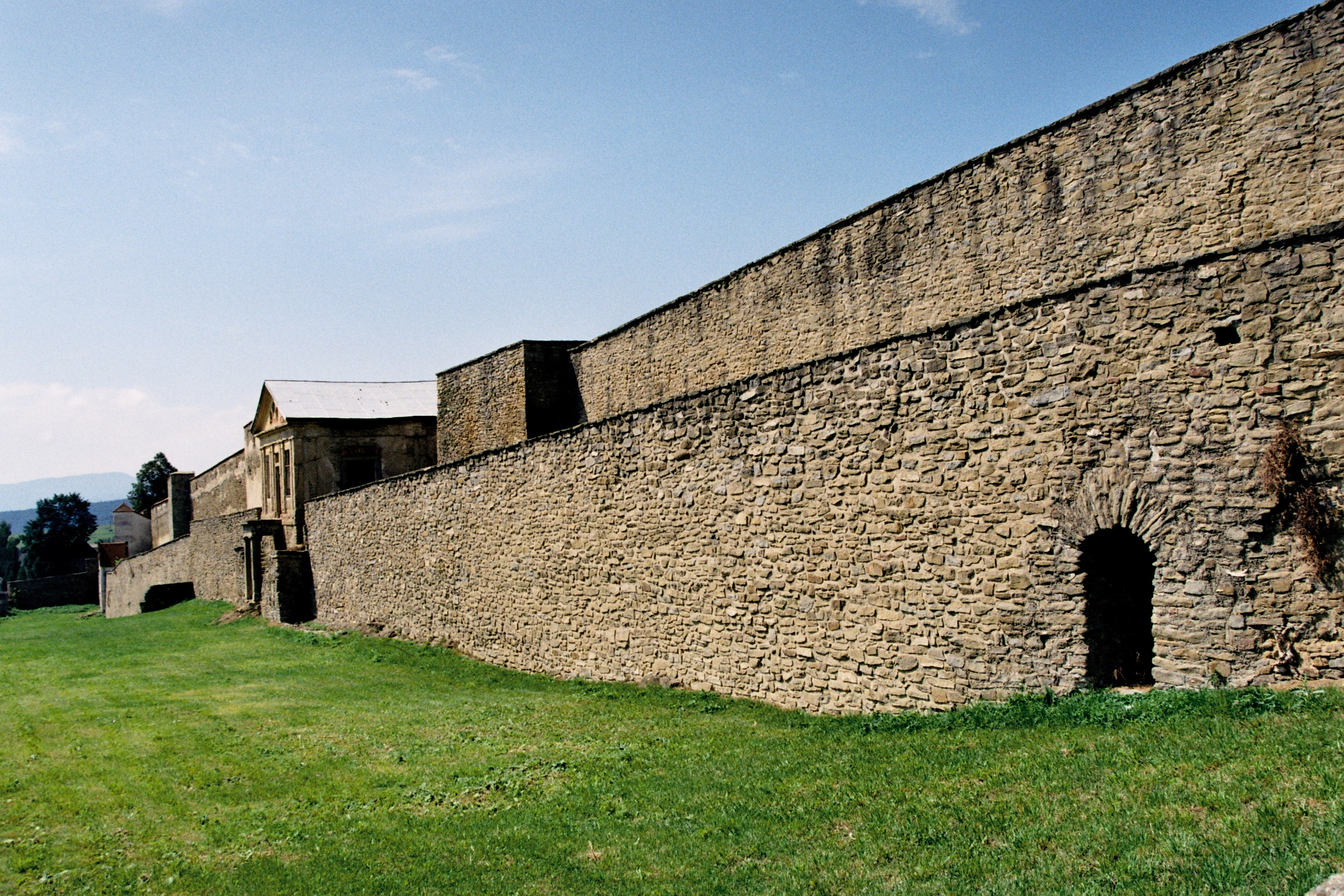
萊沃恰的城牆
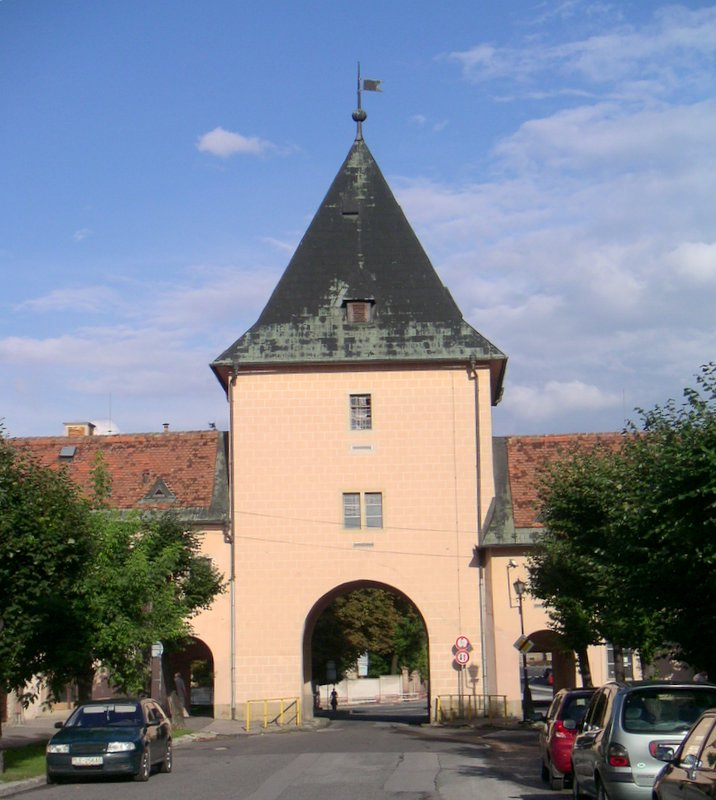
萊沃恰的科希策門
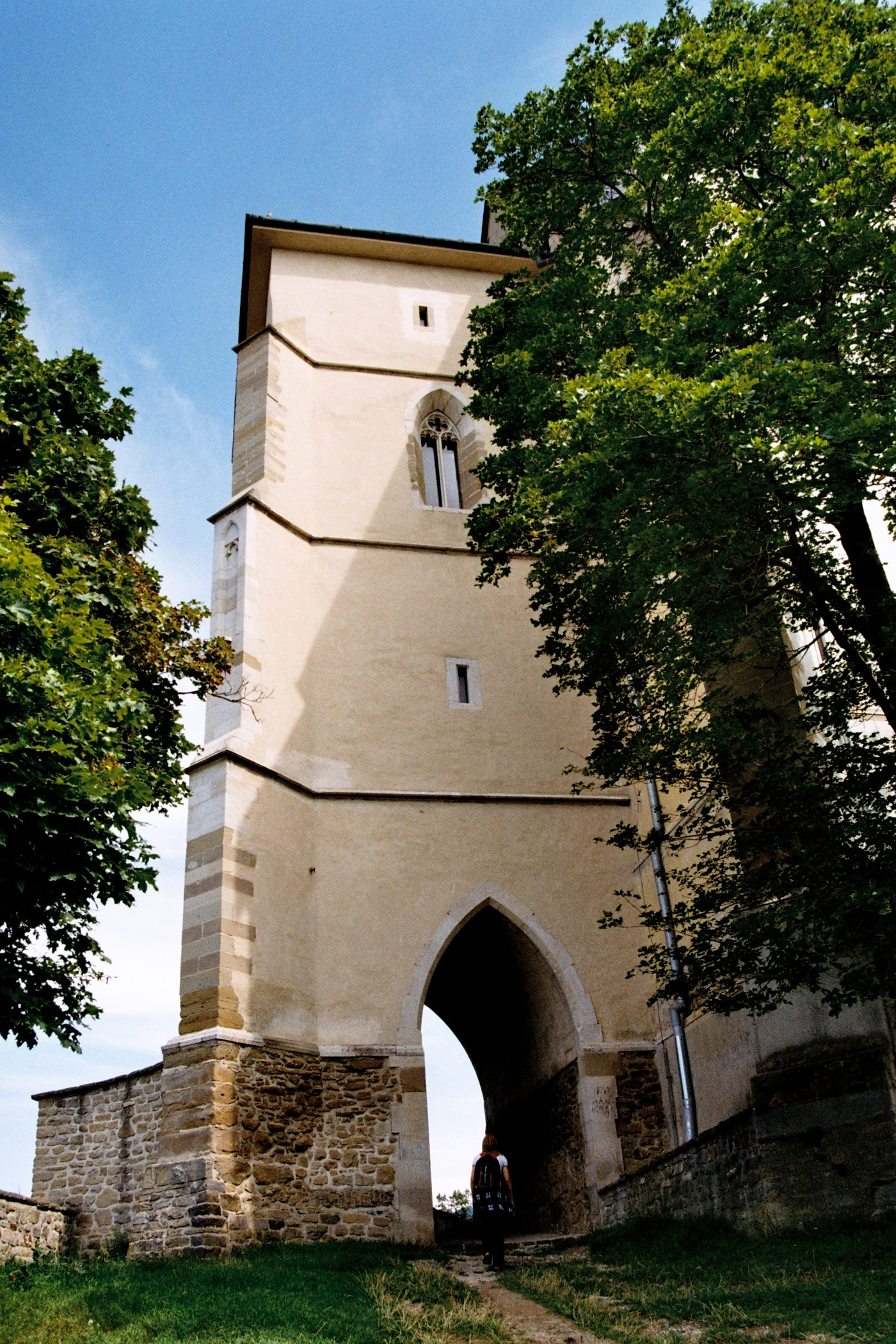
萊沃恰的波蘭門
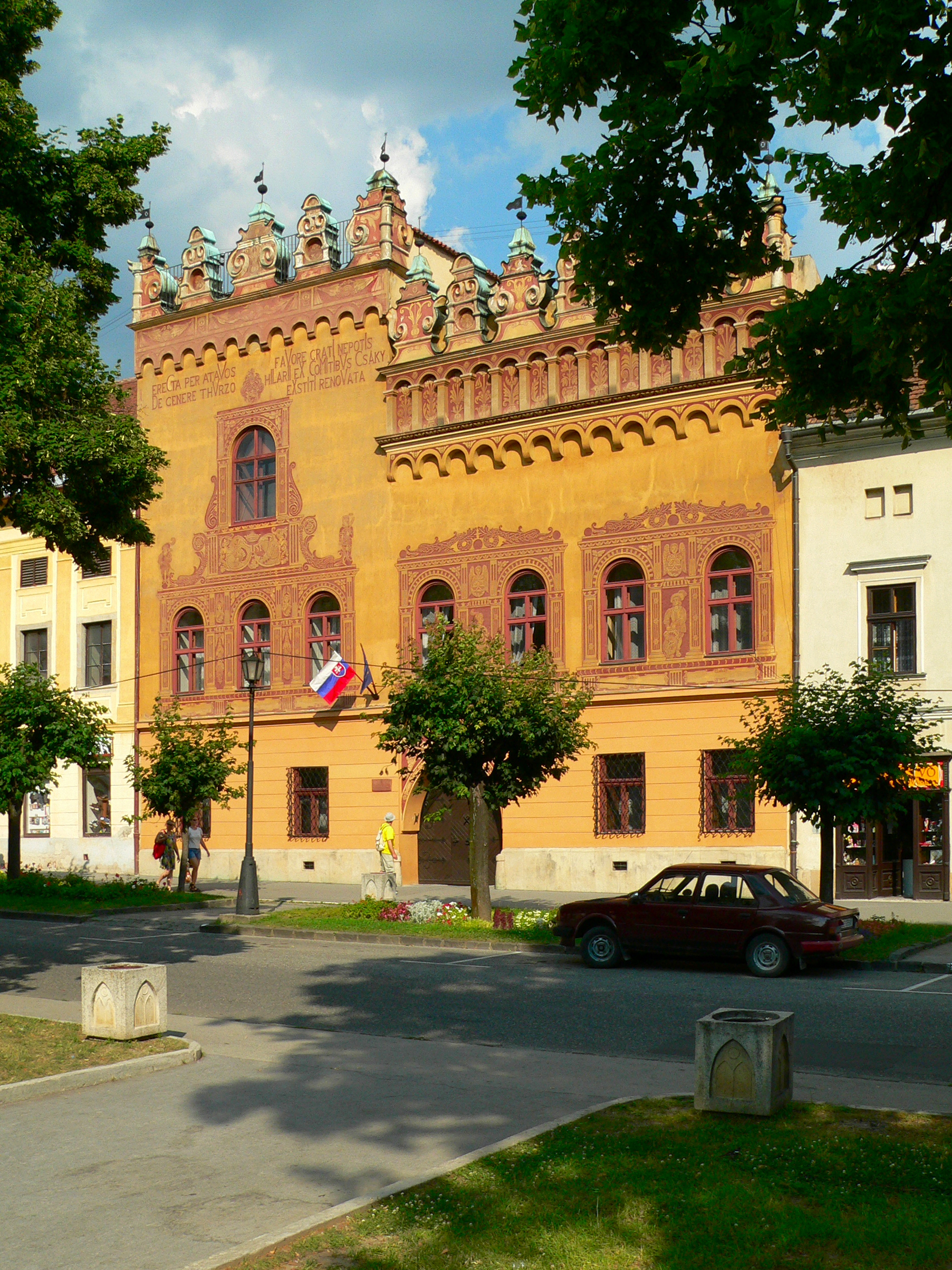
圖盧佐家族的住宅
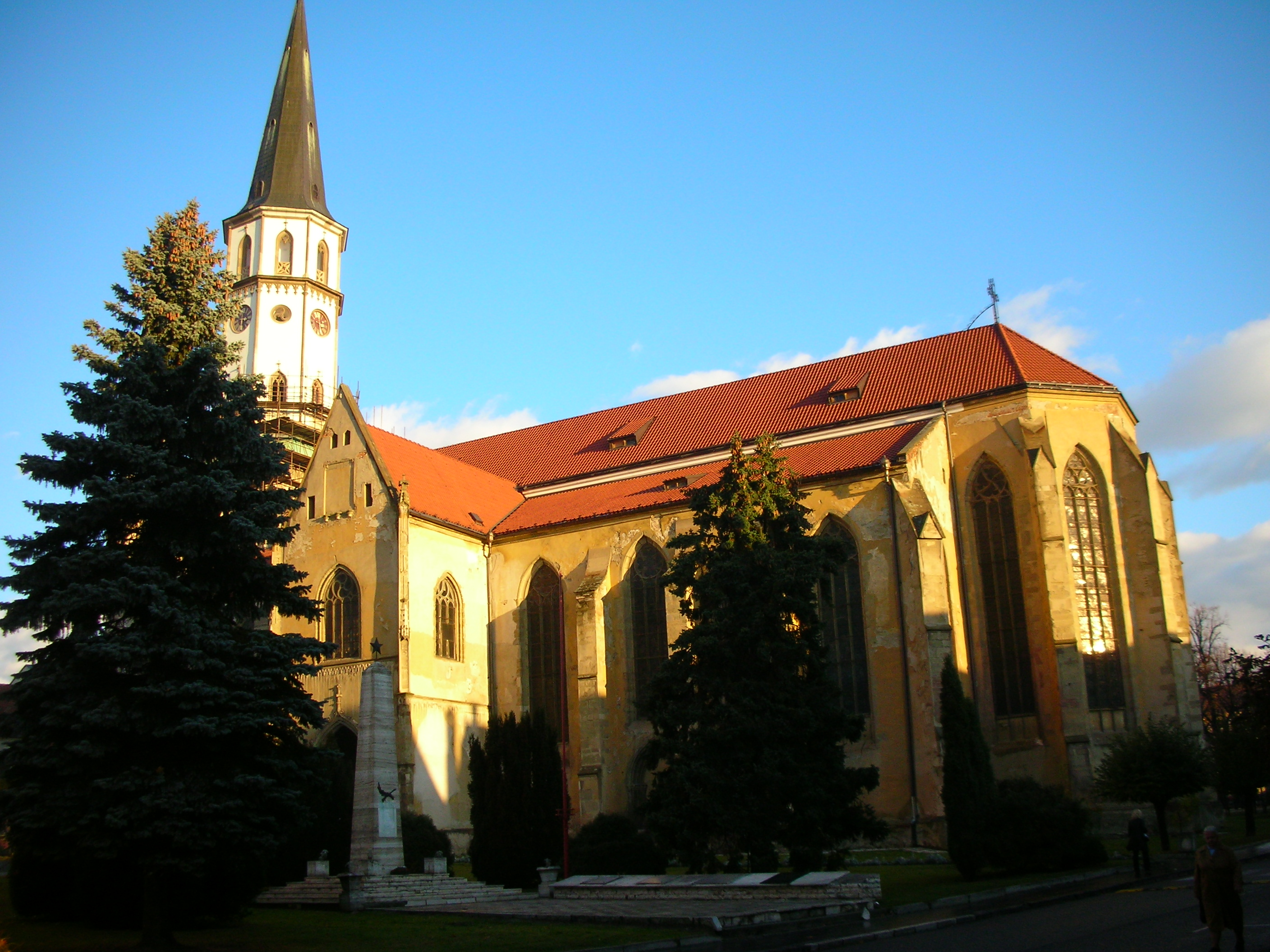
萊沃恰聖雅各大教堂
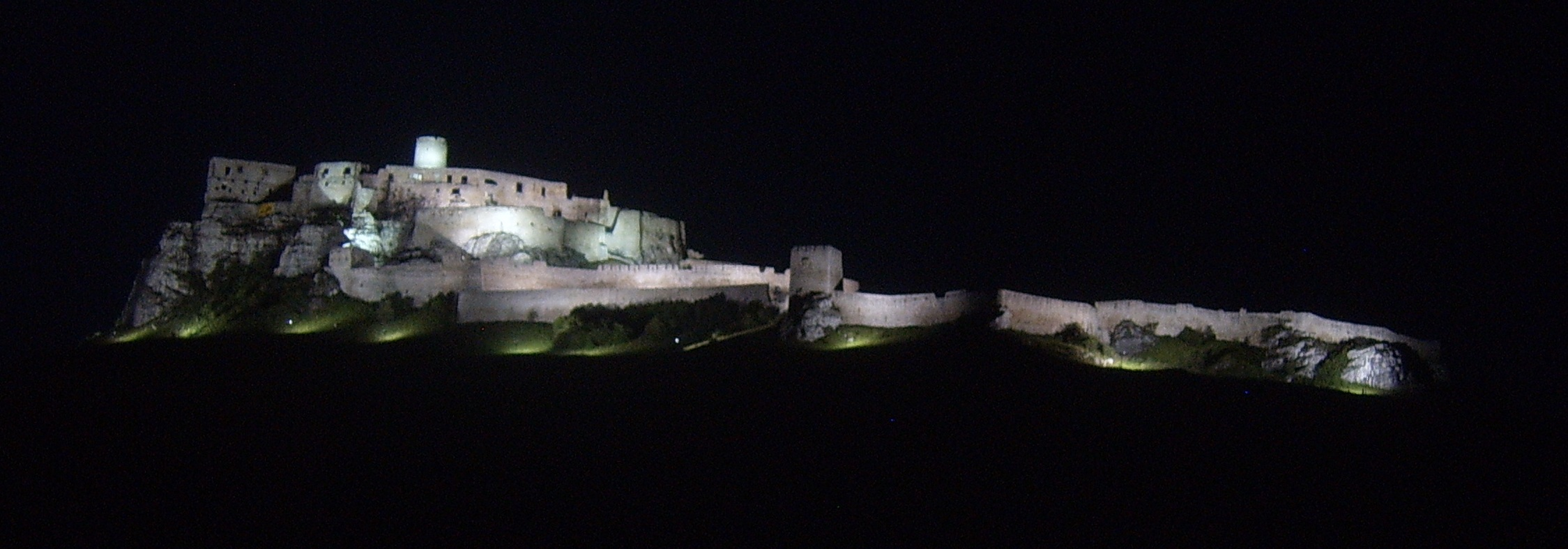
夜晚的斯皮什城堡
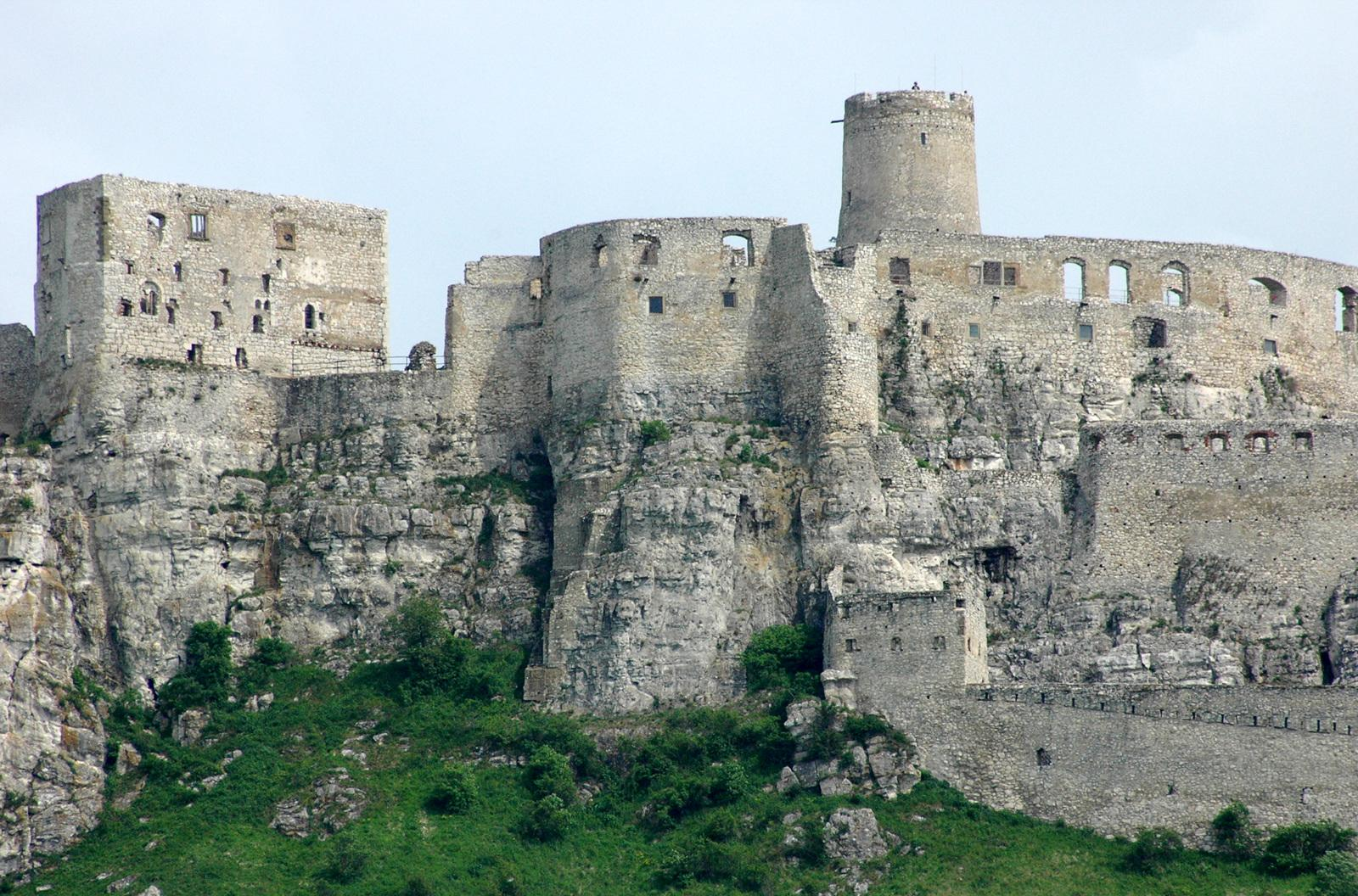
斯皮什城堡
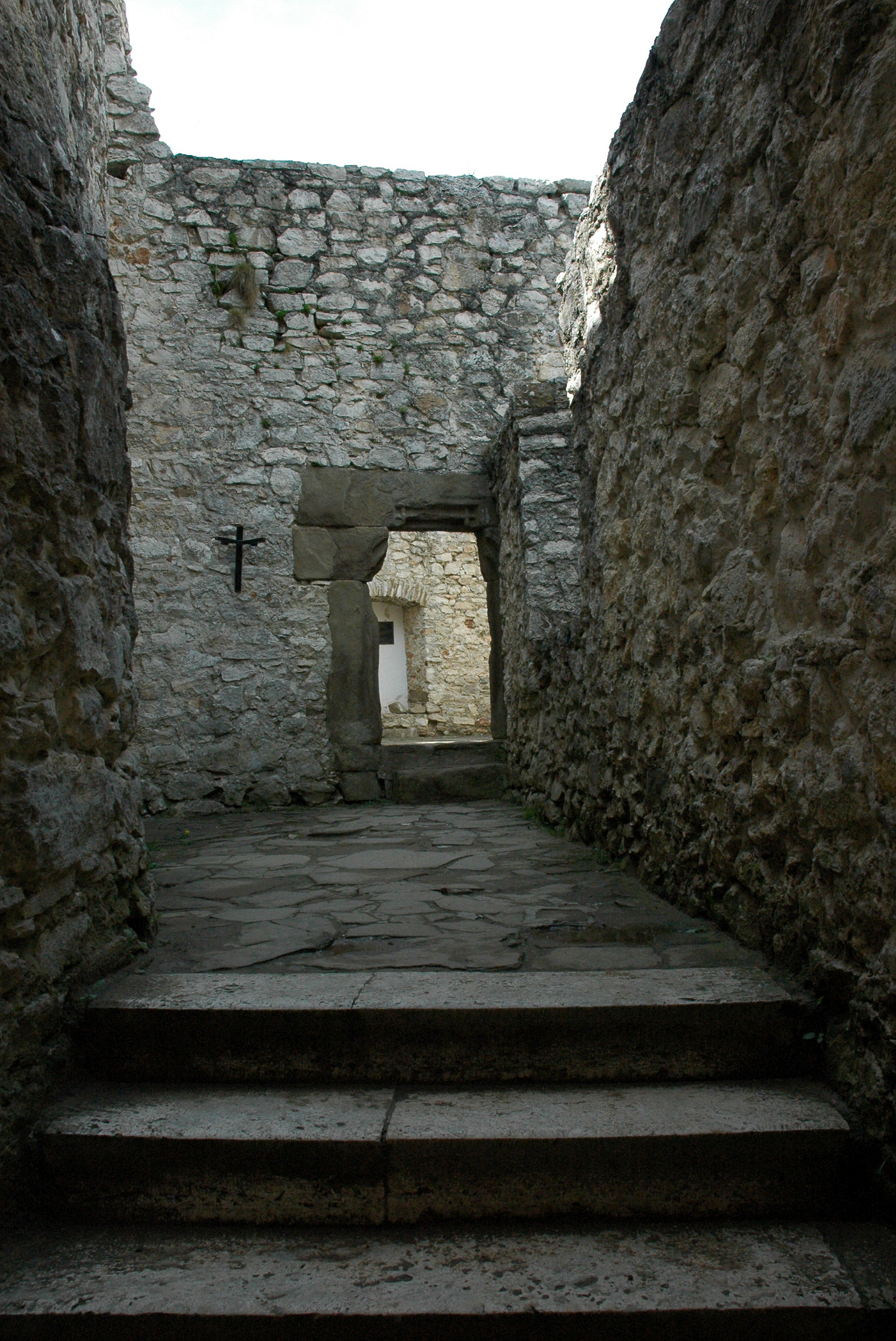
斯皮什城堡內部
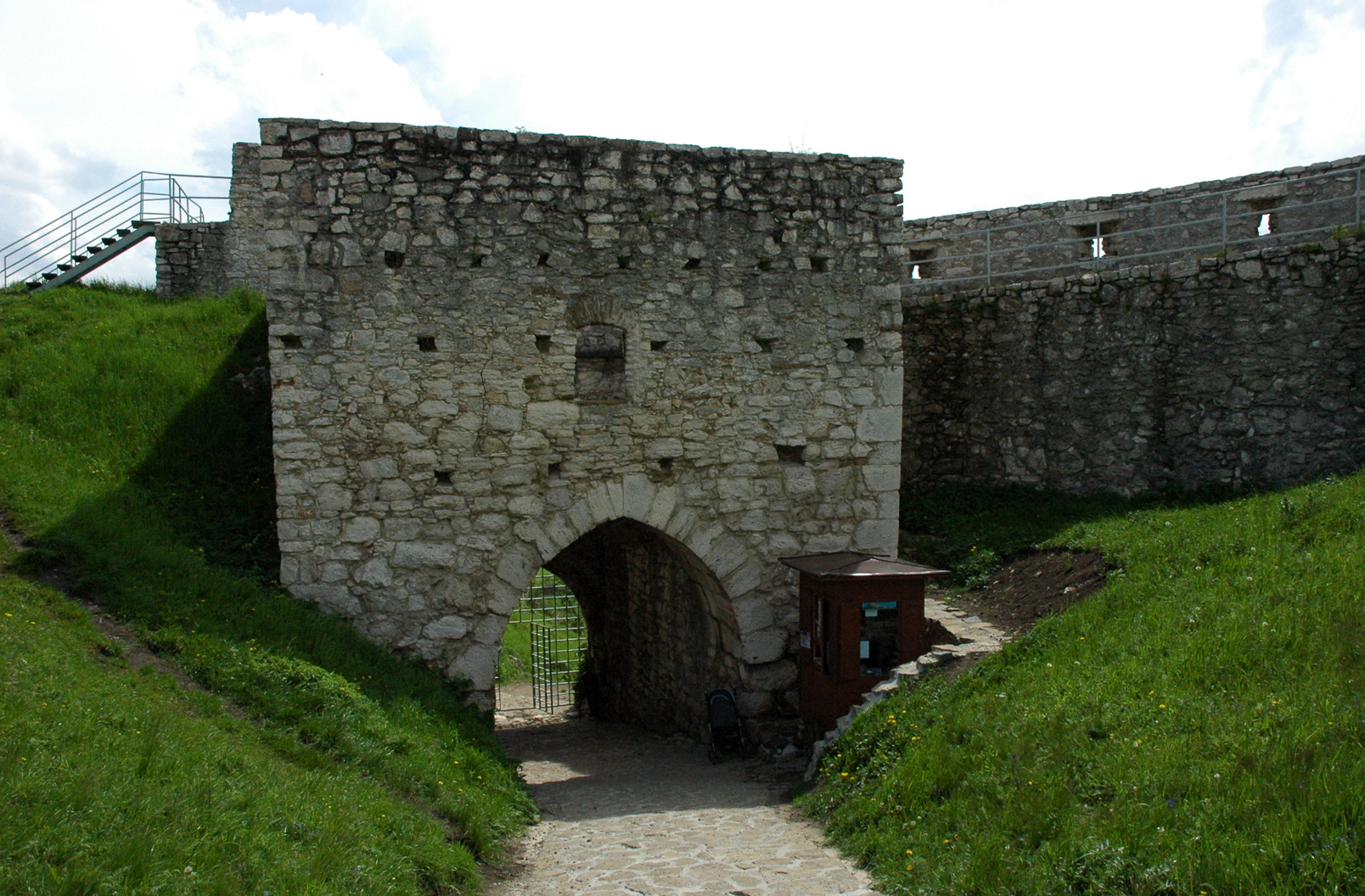
斯皮什城堡
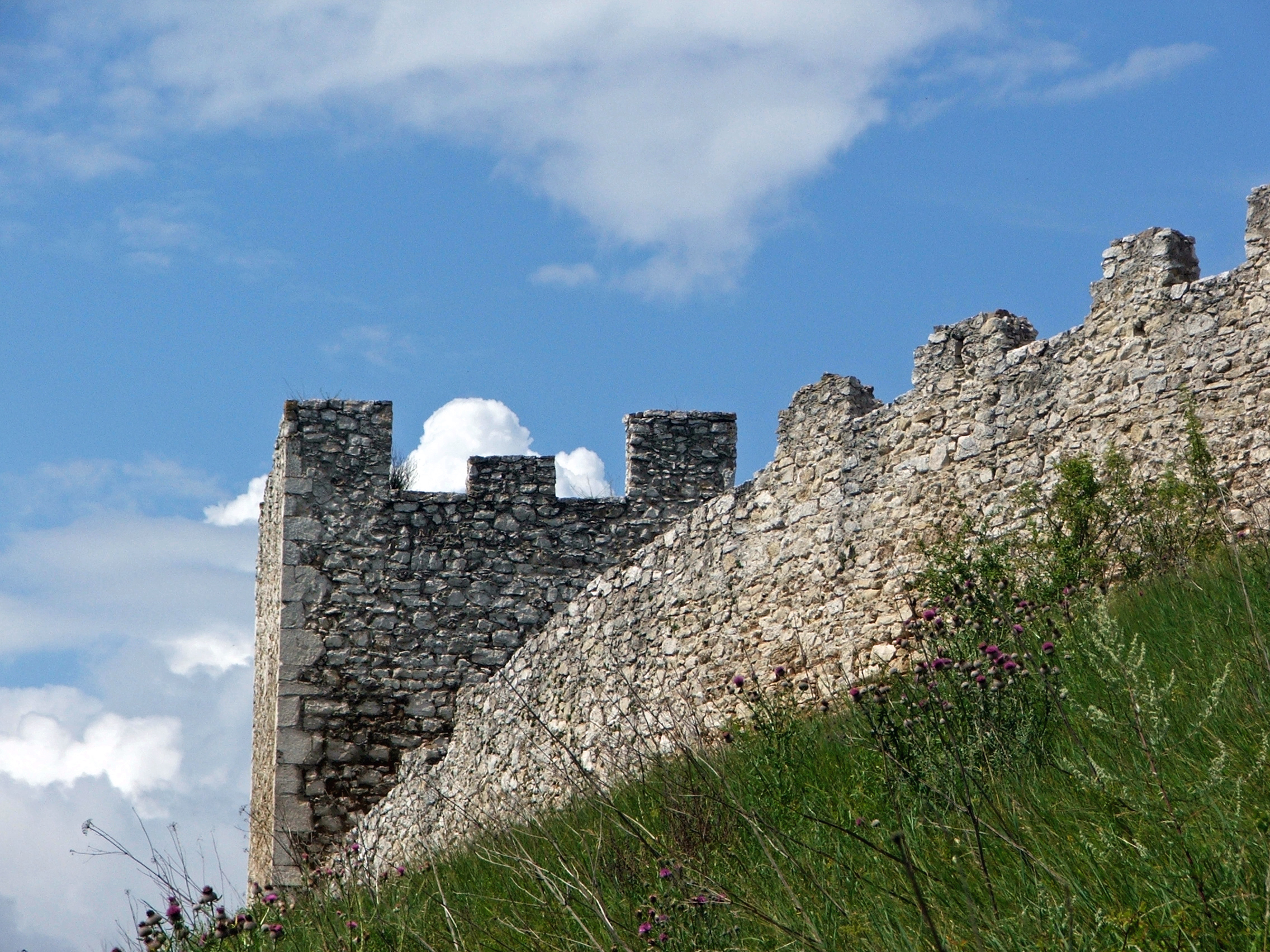
斯皮什城堡城牆
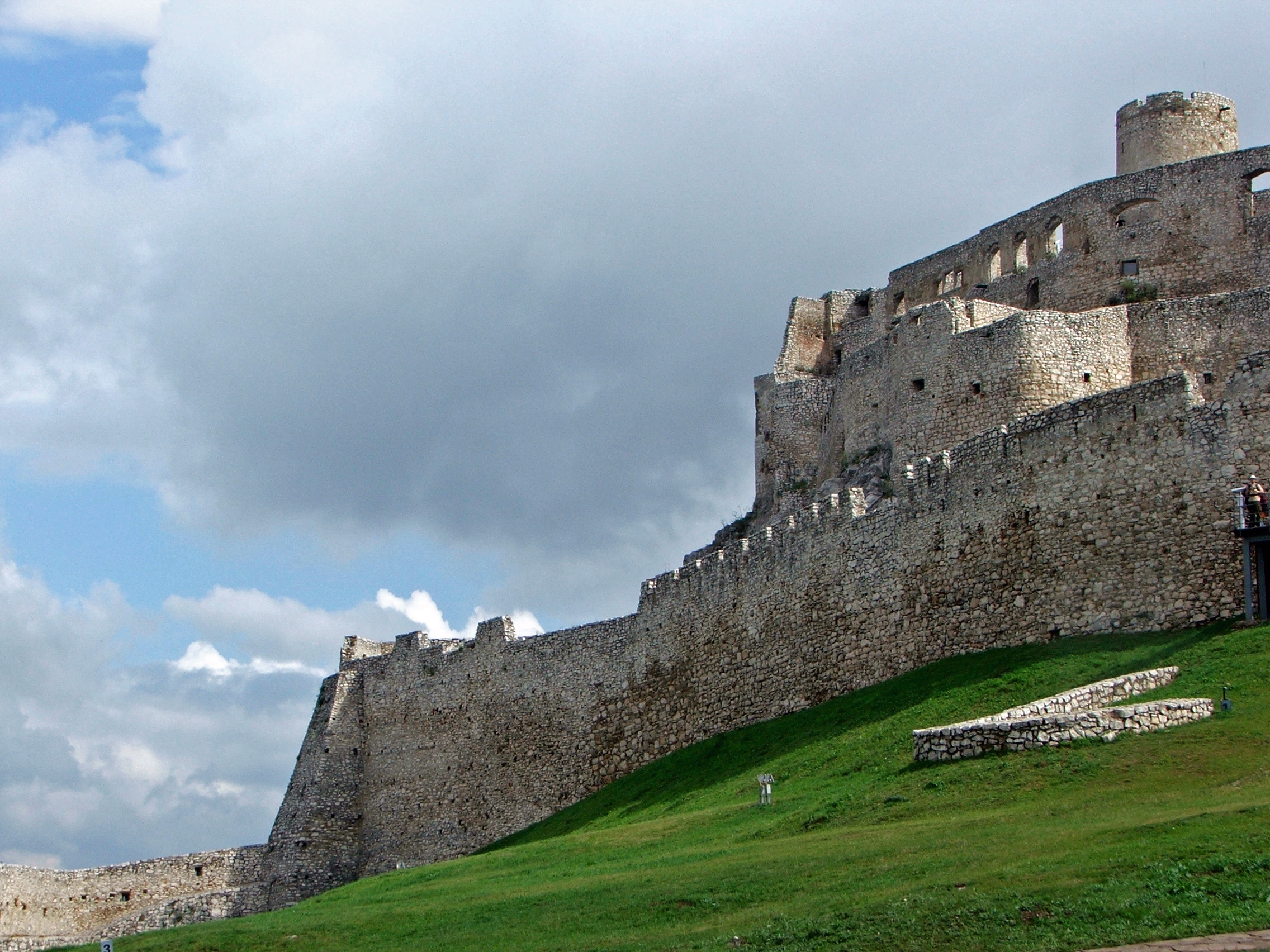
斯皮什城堡
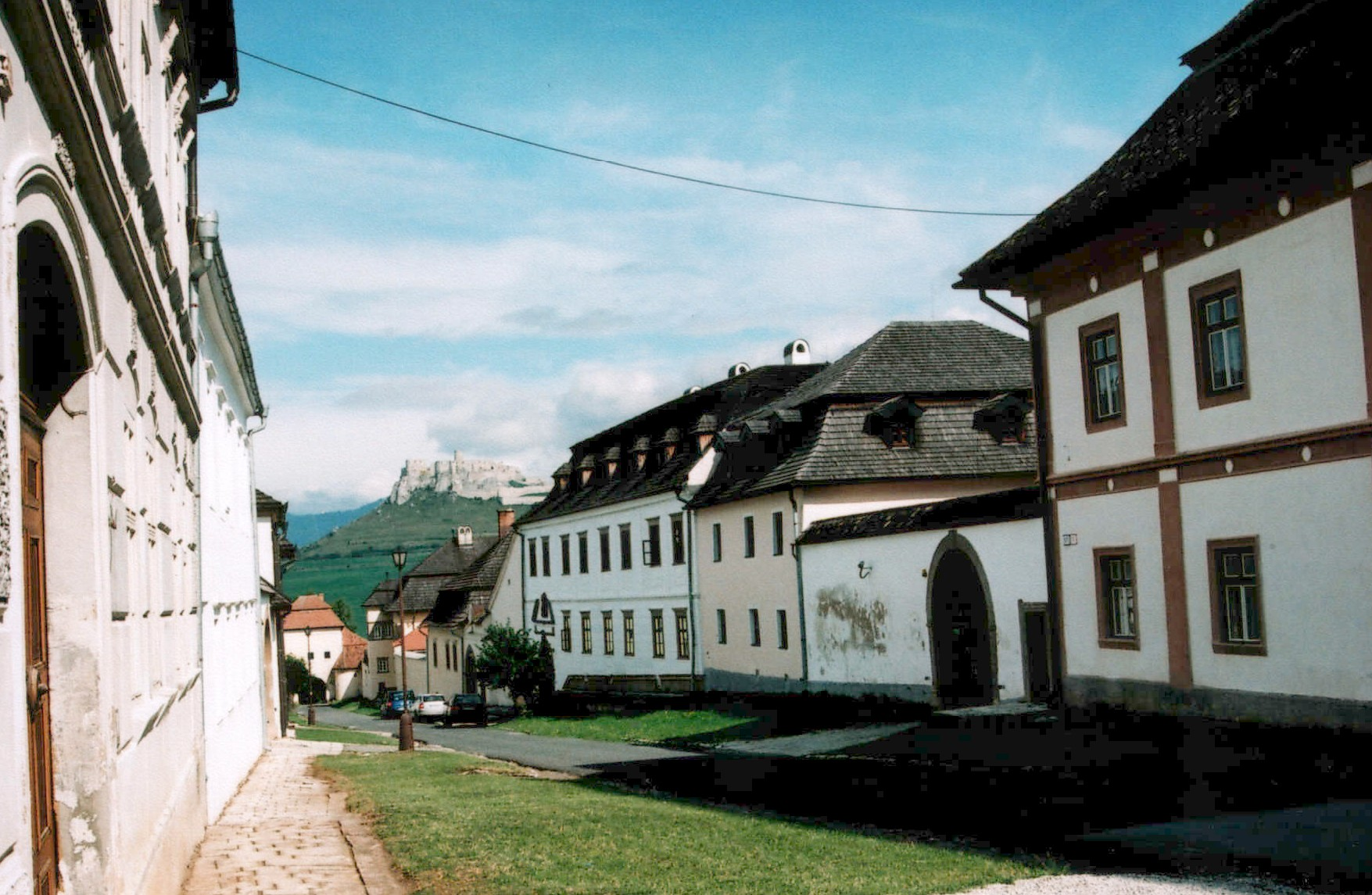
斯皮什卡卡皮圖拉的街道
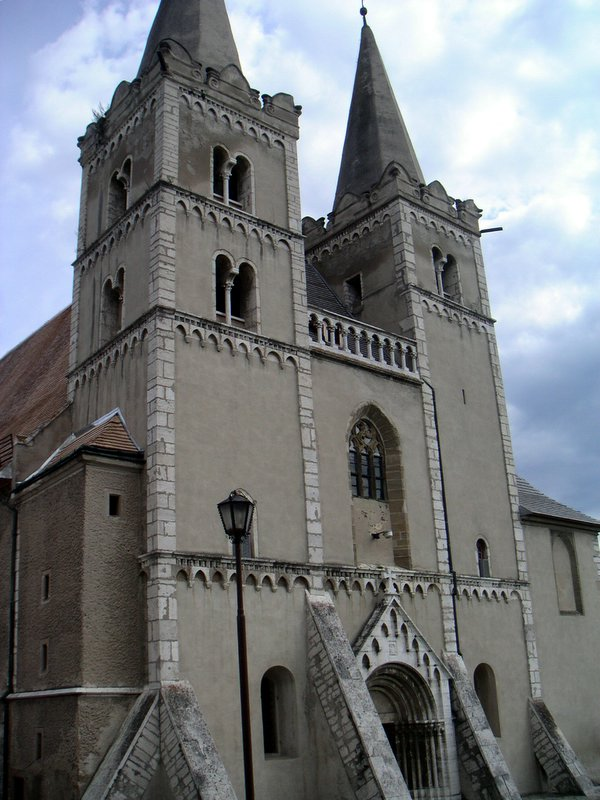
聖馬丁教堂
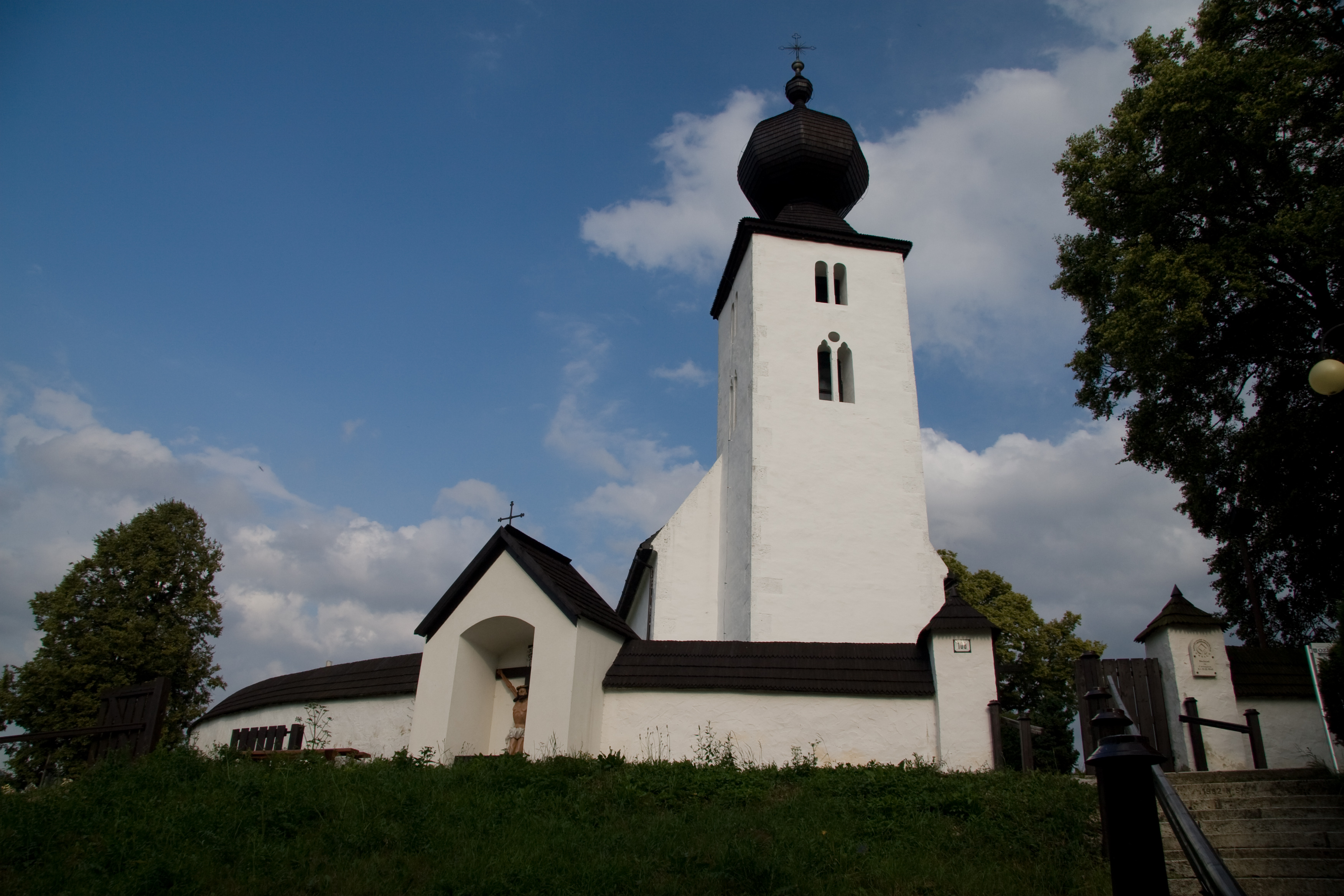
哲拉的聖靈教堂
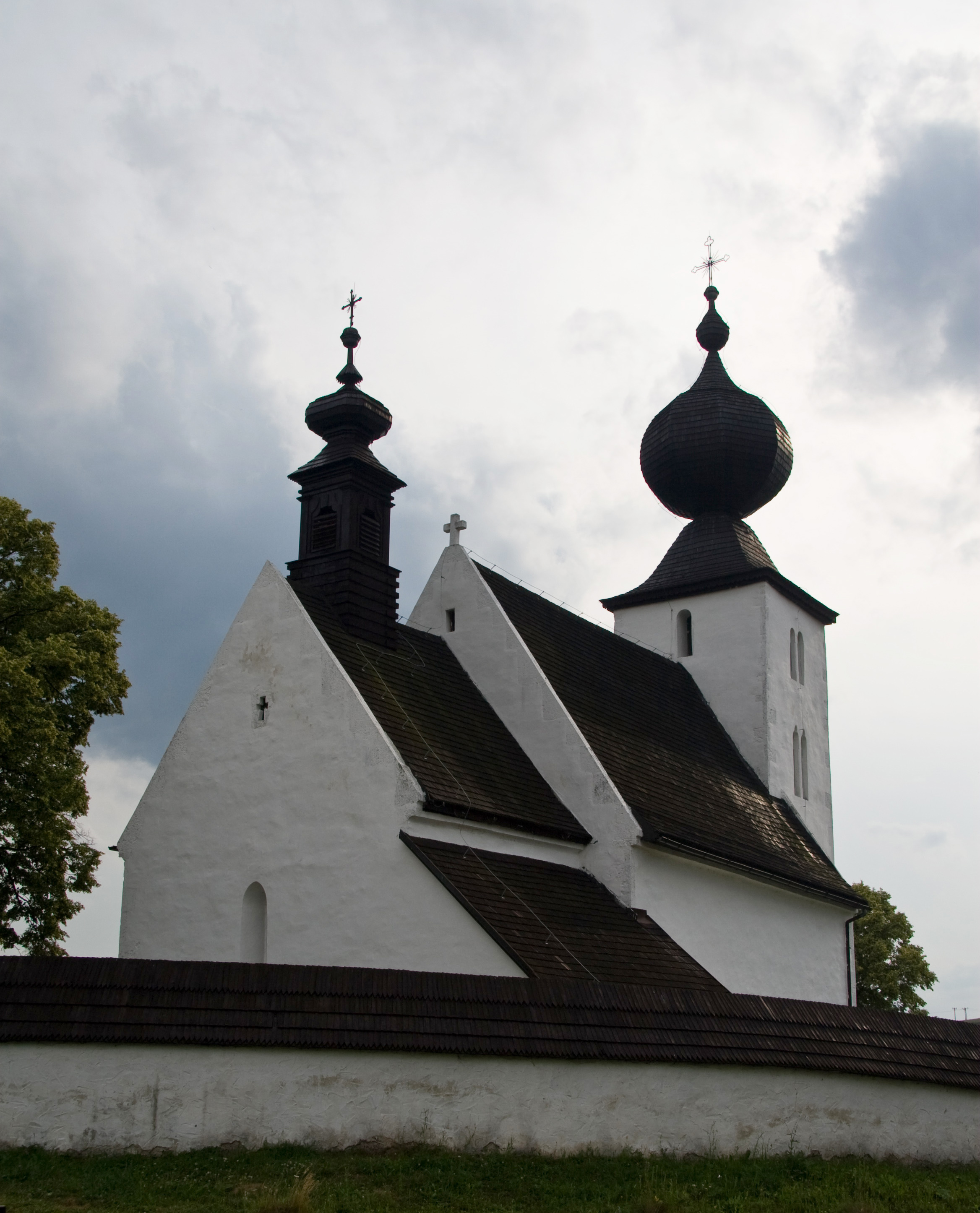
哲拉的聖靈教堂

## 外部鏈結
- . UNESCO World Heritage Centre.   [2008-10-01]. （原始内容存档于2021-02-10）.
- . Slovenský Raj.   [2009-06-28]. （原始内容存档于2020-02-14）.